# Jacobipark

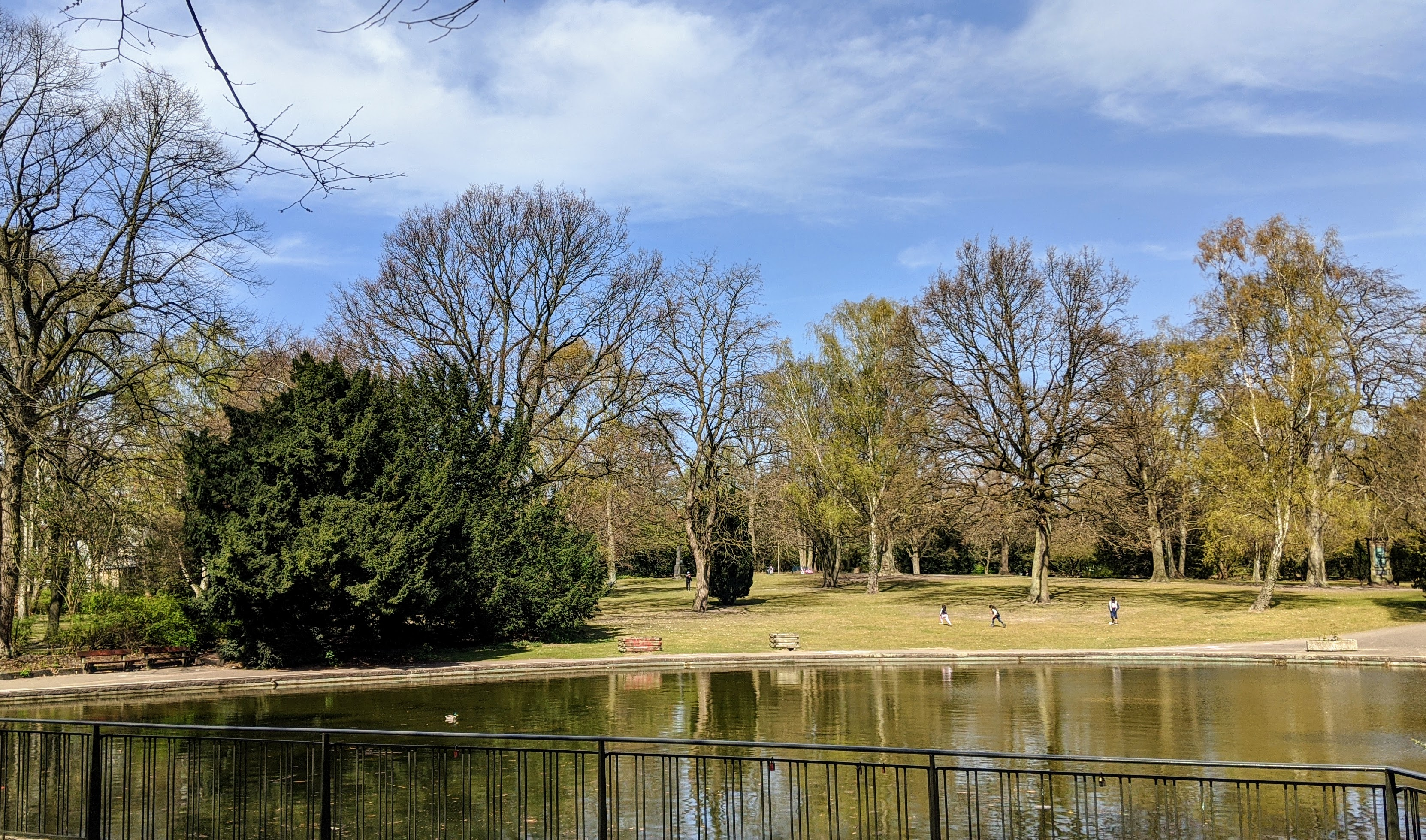
Jacobipark im April 2020

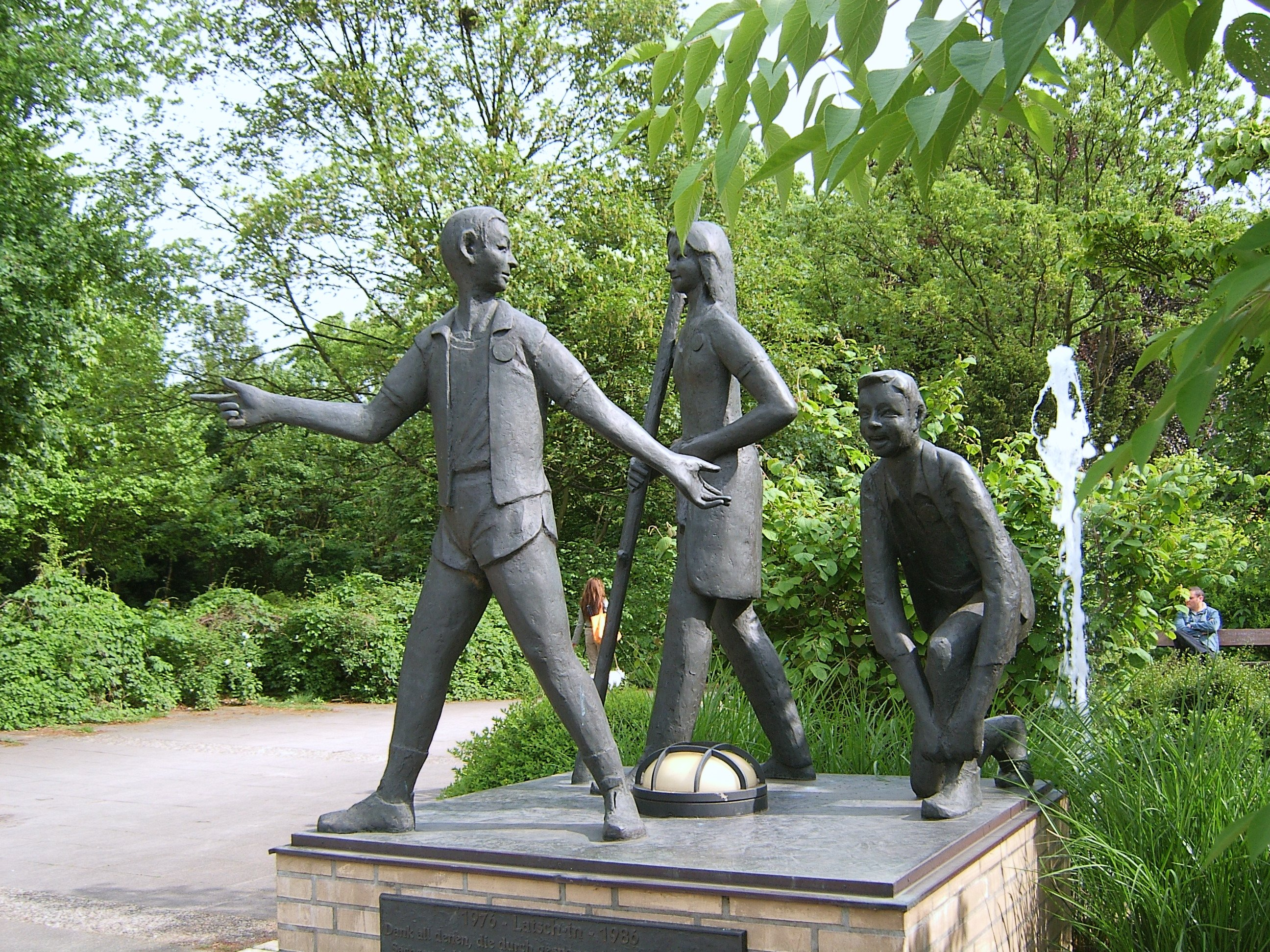
Figurengruppe „Latsch-in“ am Parkeingang an der Wandsbeker Chaussee

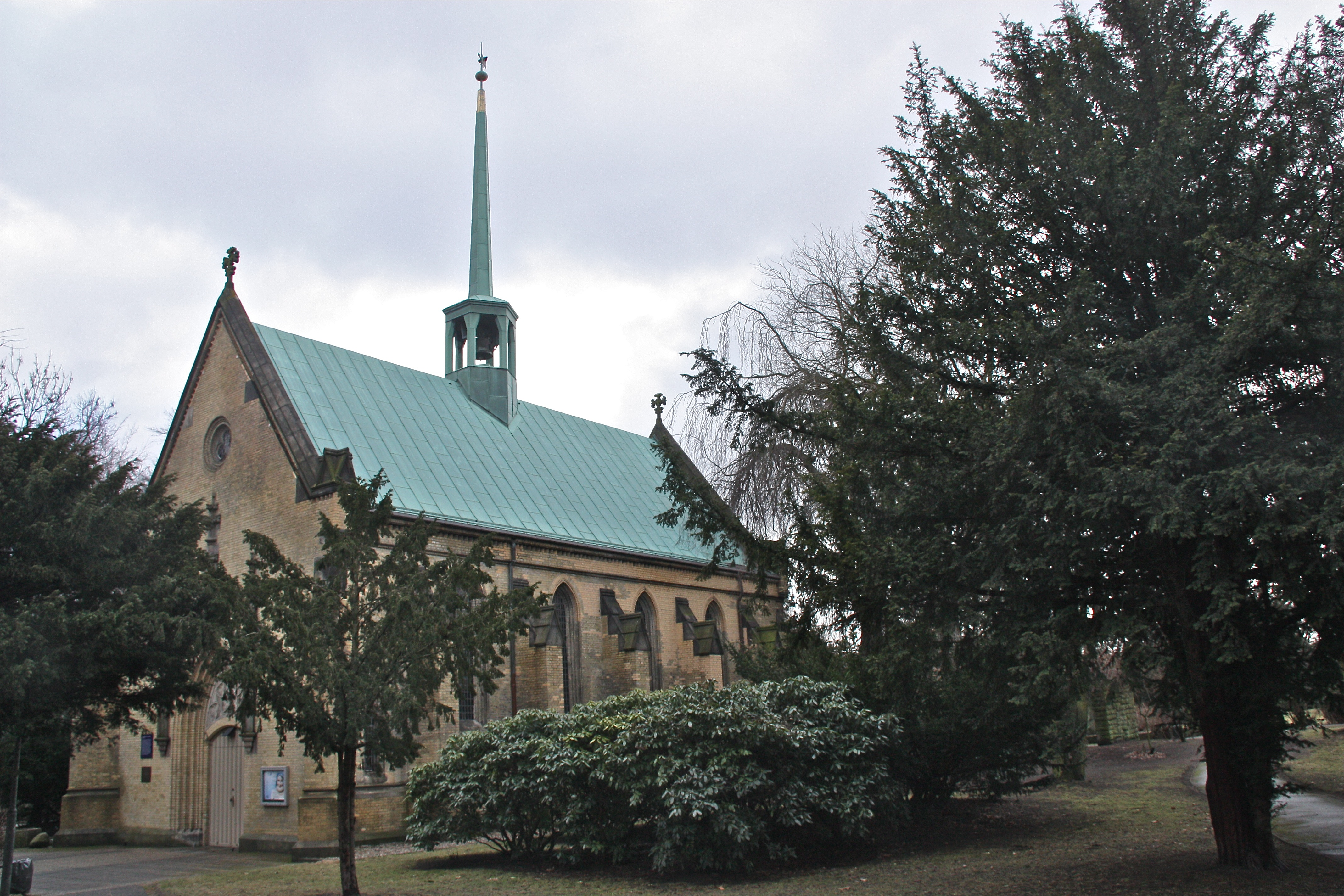
Die heutige Osterkirche wurde einst als Begräbniskapelle für den Jacobi-Friedhof erbaut.

Der Jacobipark ist eine „gartendenkmalpflegerisch bedeutende“ und denkmalgeschützte öffentliche Grünanlage im Hamburger Stadtteil Eilbek. Er geht auf zwei frühere Begräbnisplätze, nämlich den Friedhof der Hamburger Hauptkirche Sankt Jacobi und den Neuen Friedhof der Evangelischen Kirchengemeinde zu Hamm, zurück und enthält noch heute einige museal erhaltene Grabdenkmäler und Grüfte.

## Lage
Der etwa 6 Hektar große Park liegt südlich der Wandsbeker Chaussee und wird im Osten von der Friedenstraße und im Süden von der Hasselbrookstraße begrenzt. Er ist über die Stationen Hasselbrook (S1, RB81) und Wandsbeker Chaussee (S1, U1) an das Hamburger Schnellbahnnetz angebunden.
Der Park verfügt über einen Ruhegarten mit künstlichem Teich, einen Kinderspielplatz, mehrere Tischtennisplatten, Slackline-Pfähle, ein Vogelschutzgebiet sowie einen umzäunten Hundespielplatz. Ein etwa 500 Meter langer Grünzug verbindet den Jacobipark mit dem weiter westlich gelegenen Eilbeker Bürgerpark.

## Geschichte

St.-Jacoby- und Hammer Kirchhof auf einem Stadtplanausschnitt um 1900.

Der St.-Jacobi-Friedhof auf dem Peterskamp wurde 1848 angelegt, weil der alte Gemeindefriedhof unmittelbar vor dem Steintor zu klein geworden war. 1862 kam – auf einem Streifen entlang der Friedenstraße – noch ein weiterer Begräbnisplatz der Hammer Dreifaltigkeits-Gemeinde hinzu, deren Alter Friedhof damals ebenfalls an seine Kapazitätsgrenzen stieß. Zwei Jahre später wurde die nach Plänen von Alexis de Chateauneuf errichtete neogotische Friedhofskapelle eröffnet, die nach Kriegszerstörung und Restaurierung ab 1964 als dritte Eilbeker Gemeindekirche (Osterkirche) genutzt wurde. Nach anfänglicher Zurückhaltung erfreute sich der Jacobi-Friedhof später zunehmender Beliebtheit und galt schließlich als „Senatoren-Friedhof“. Zu den zahlreich hier bestatteten Persönlichkeiten zählten unter anderem die Hamburger Bürgermeister Christian Daniel Benecke, Heinrich Kellinghusen, Gustav Heinrich Kirchenpauer und Johannes Christian Eugen Lehmann, der Gelehrte Johann Georg Büsch, Wasserbaudirektor Johannes Dalmann, der Kaufmann und Stifter Abraham Philipp Schuldt oder die Zeichnerin Ebba Tesdorpf.
Nach Eröffnung des neuen Zentralfriedhofes in Ohlsdorf im Jahre 1877 wurden die Bestattungen auf beiden Eilbeker Friedhöfen eingeschränkt und 1934 schließlich ganz eingestellt. Nach Ablauf der 20-jährigen Ruhezeit wurde das Gelände 1954 entwidmet und sollte nach dem Willen der beiden Kirchgemeinden zunächst als Bauland verkauft werden. Nach Protesten aus der Öffentlichkeit kaufte die Stadt das Gelände schließlich 1959 an, um es als öffentlichen Park zu erhalten. Im Zuge der Umgestaltung wurden die Gebeine von etwa 90 prominenten Persönlichkeiten auf dem Althamburgischen Gedächtnisfriedhof in Ohlsdorf umgebettet. Auch einige bedeutsame historische Grabmale wurden dort museal wieder aufgestellt, darunter die des Aufklärers Johann Georg Büsch und des Wasserbaudirektors Johannes Dalmann sowie die Ämtersteine des Maleramtes und der Bruderschaft der Ewerführer beim alten Krahn. Lediglich zwei Familiengrüfte sowie fünf Einzelgrabdenkmäler wurden an ihrem Originalstandort erhalten und in die neu gestaltete Parkanlage integriert.

## Erhaltene Grabdenkmale

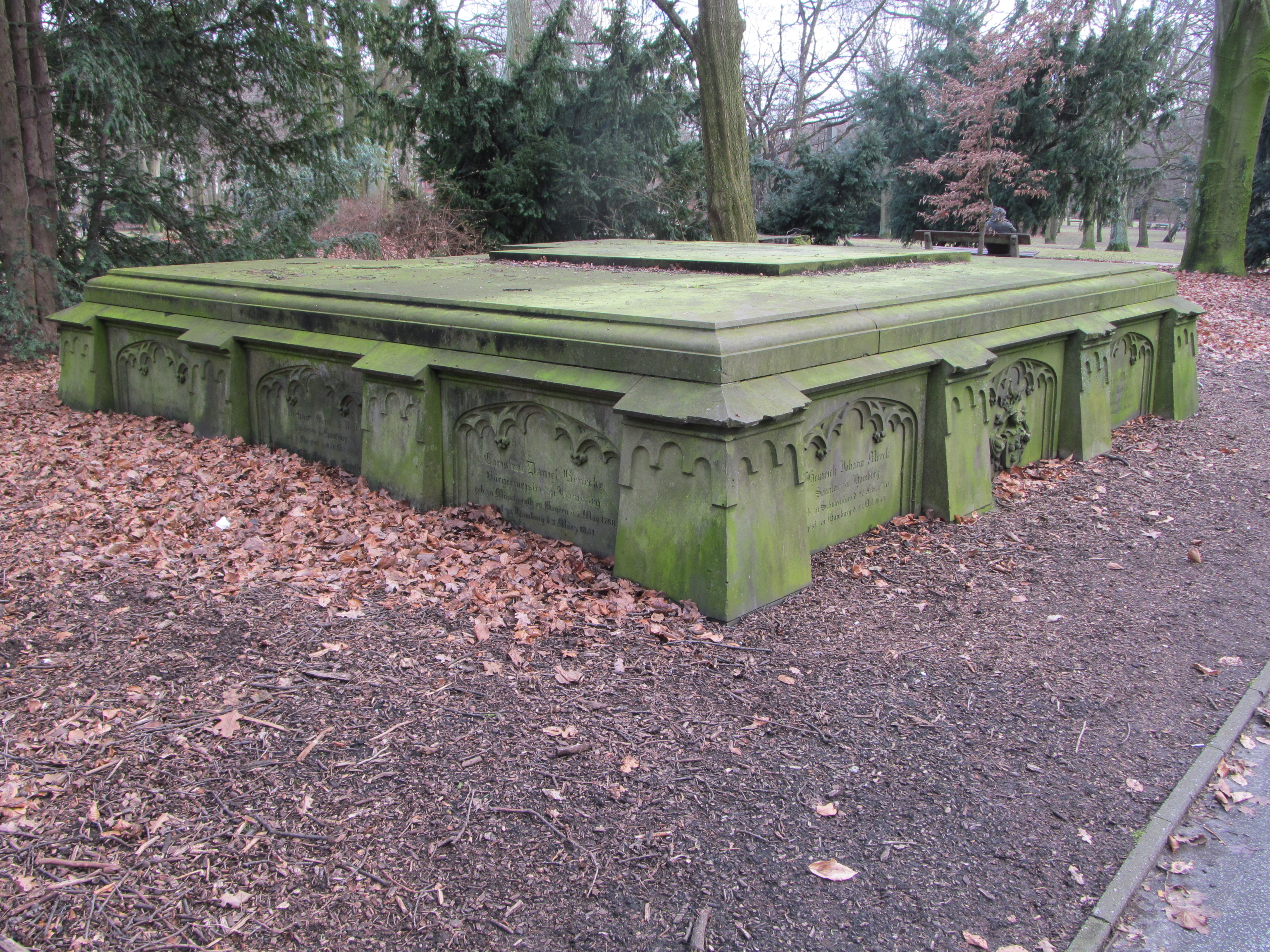
Familiengrab Merck, u. a. mit Heinrich Johann Merck, Carl Hermann Merck, Ernst Merck und Christian Daniel Benecke
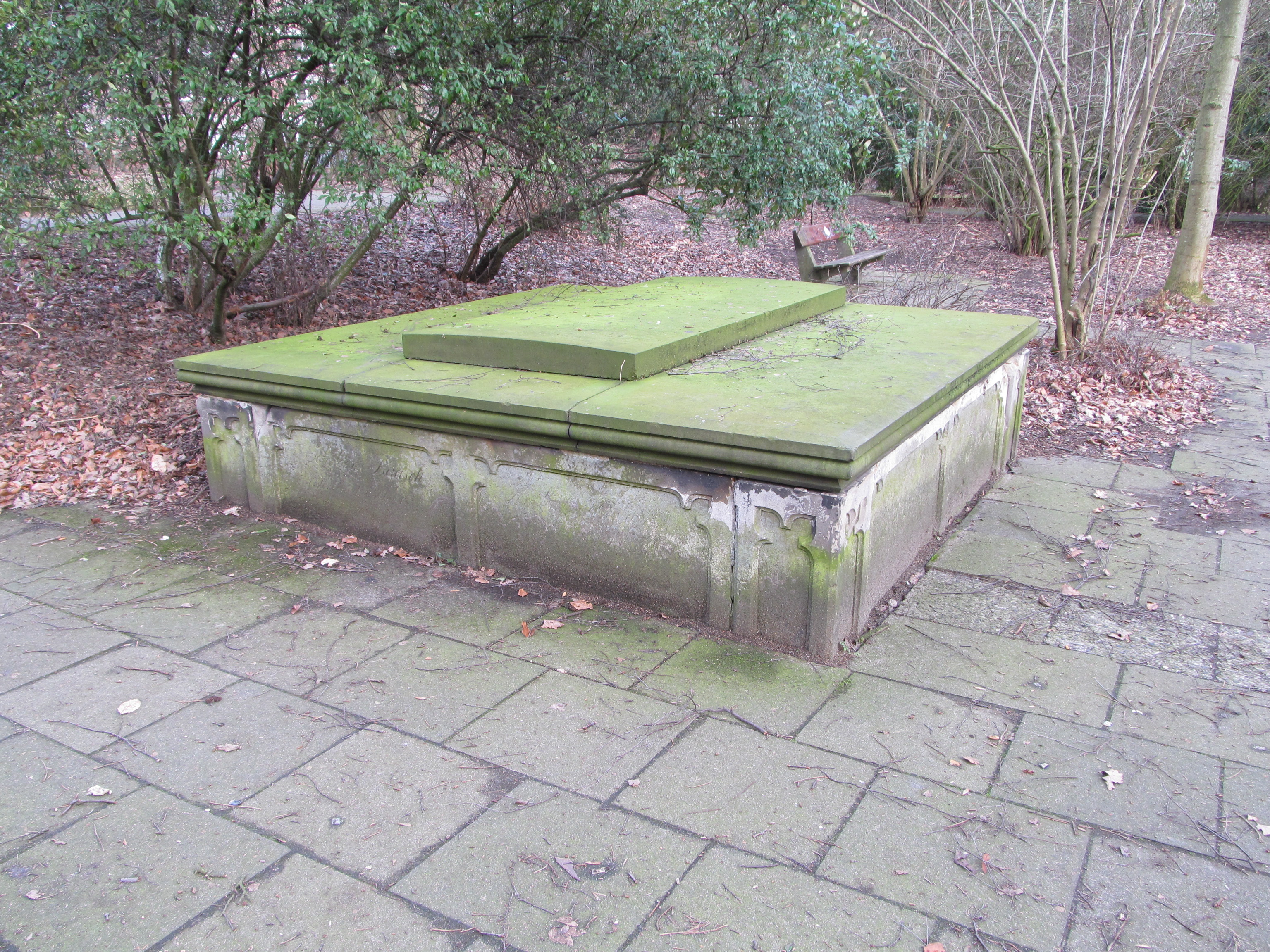
Familiengruft Hochgreve-Baasch
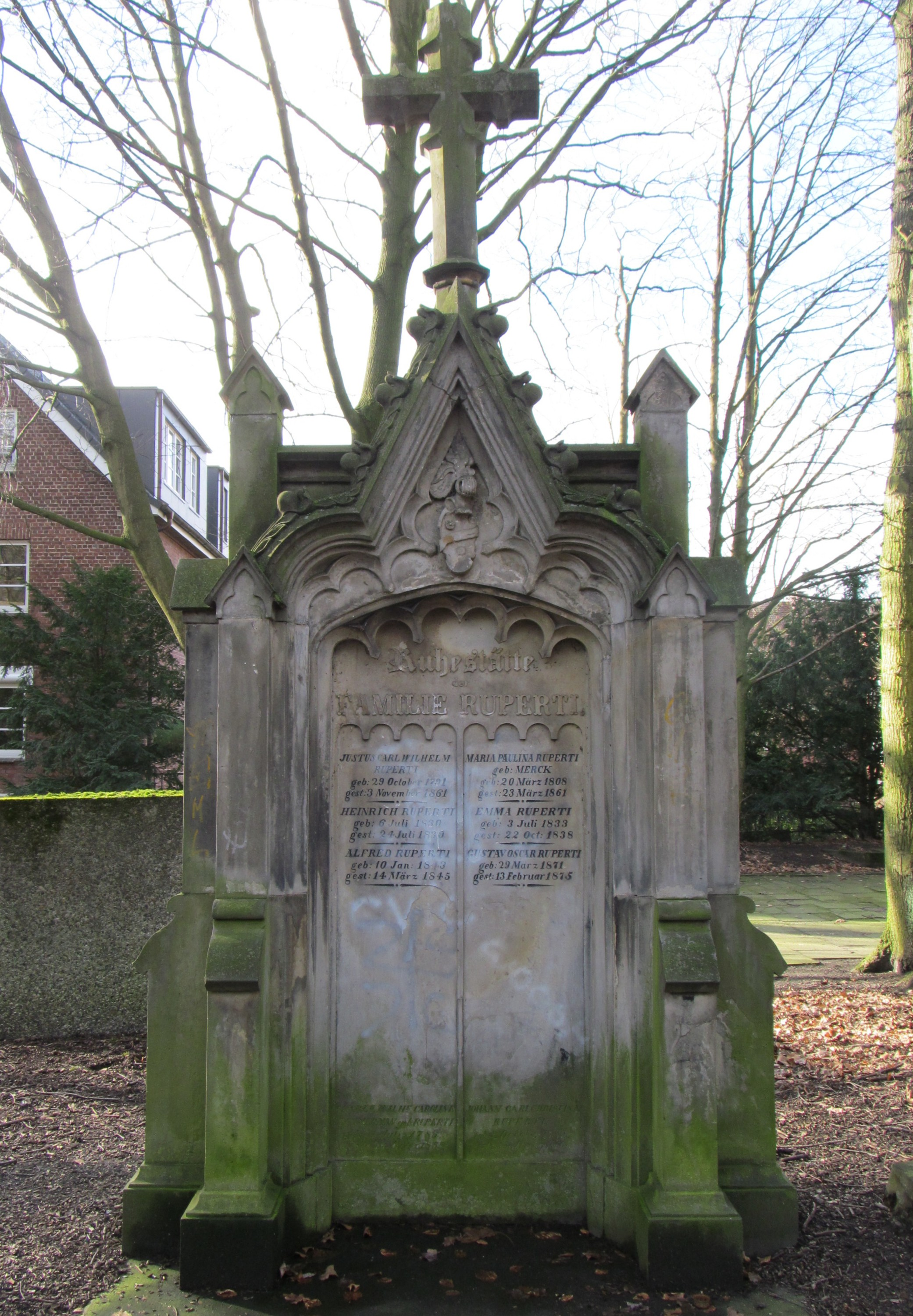
Grabmal Ruperti
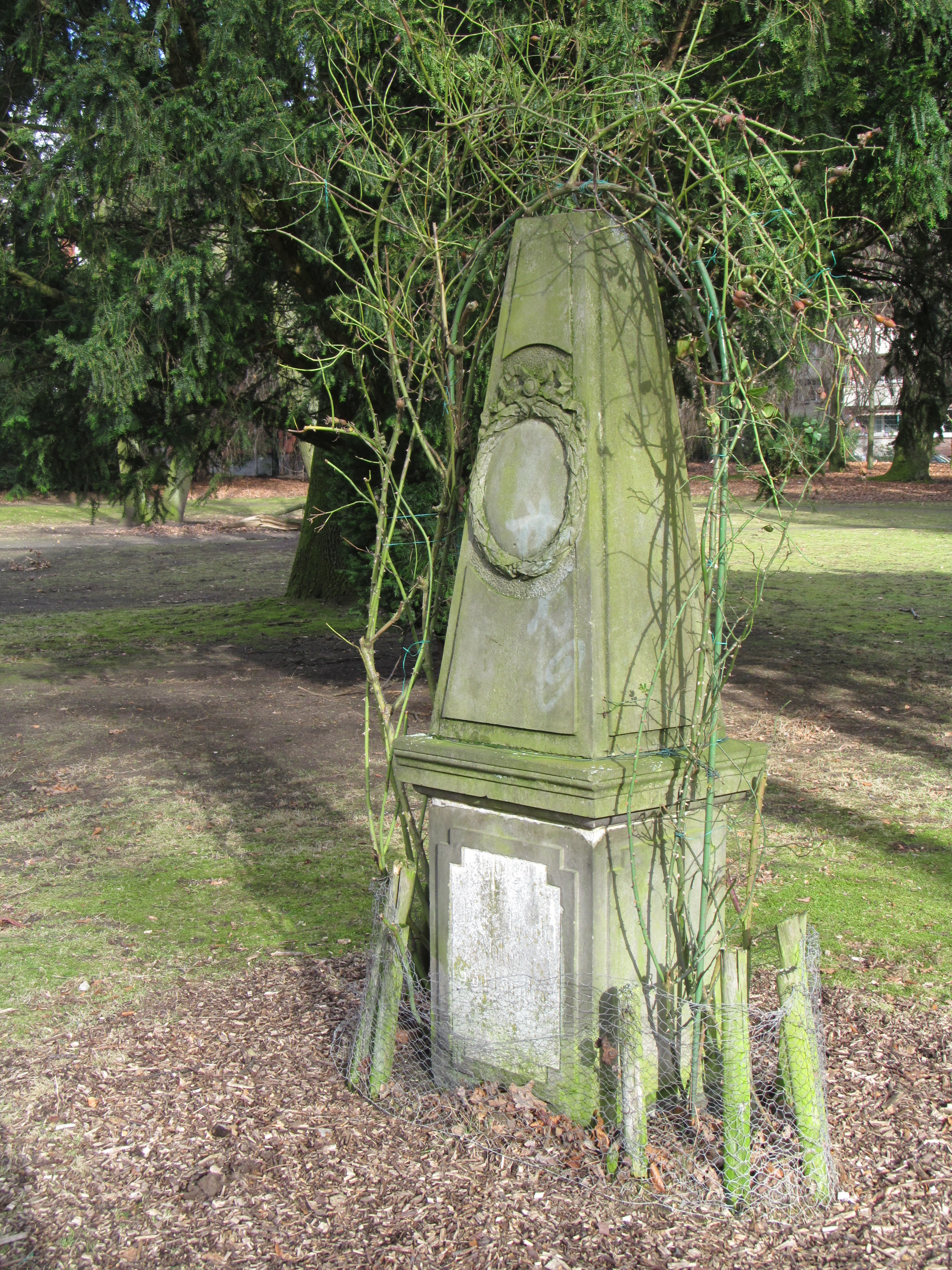
Grabmal Ahlers
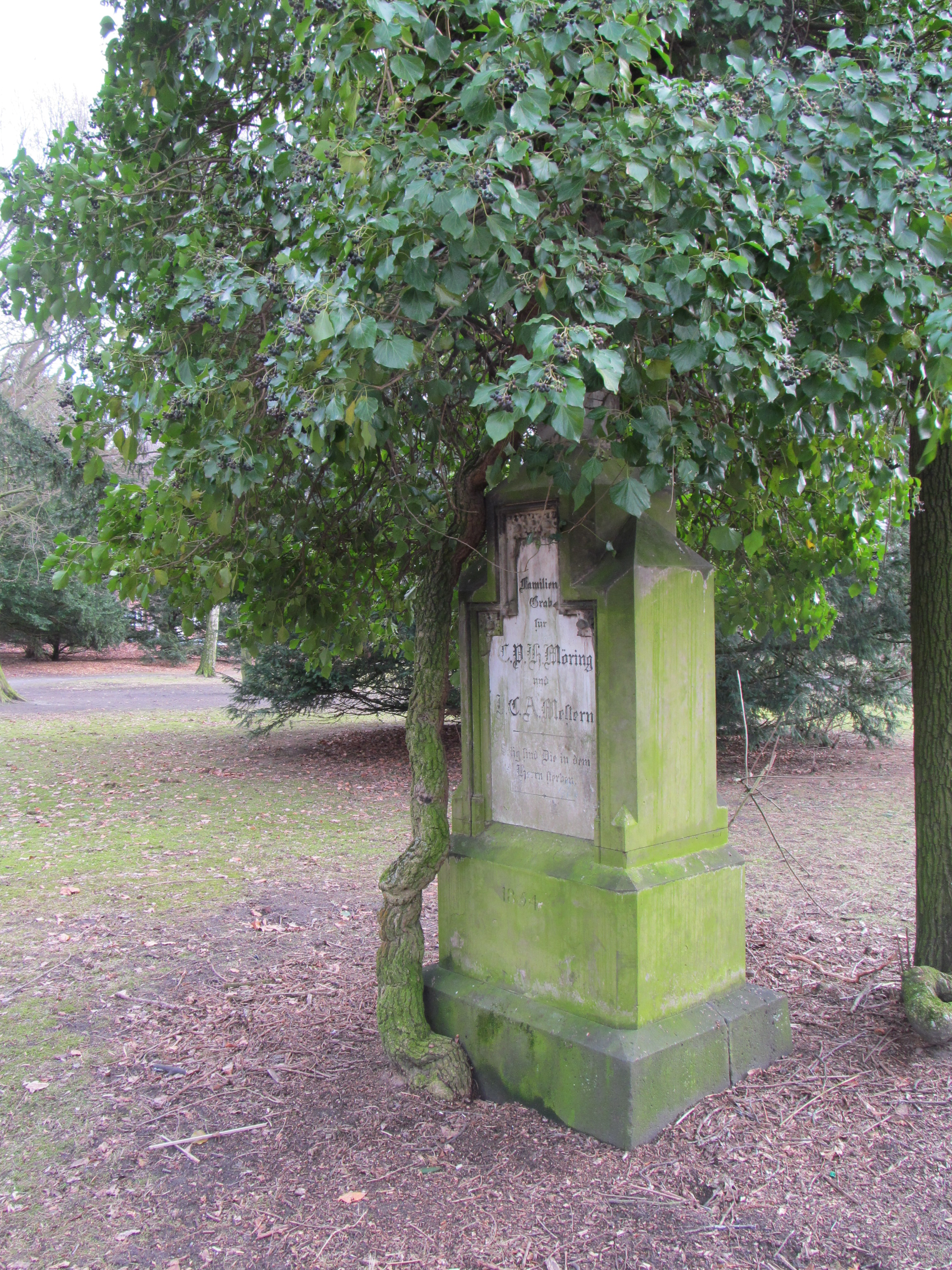
Grabmal Möhring
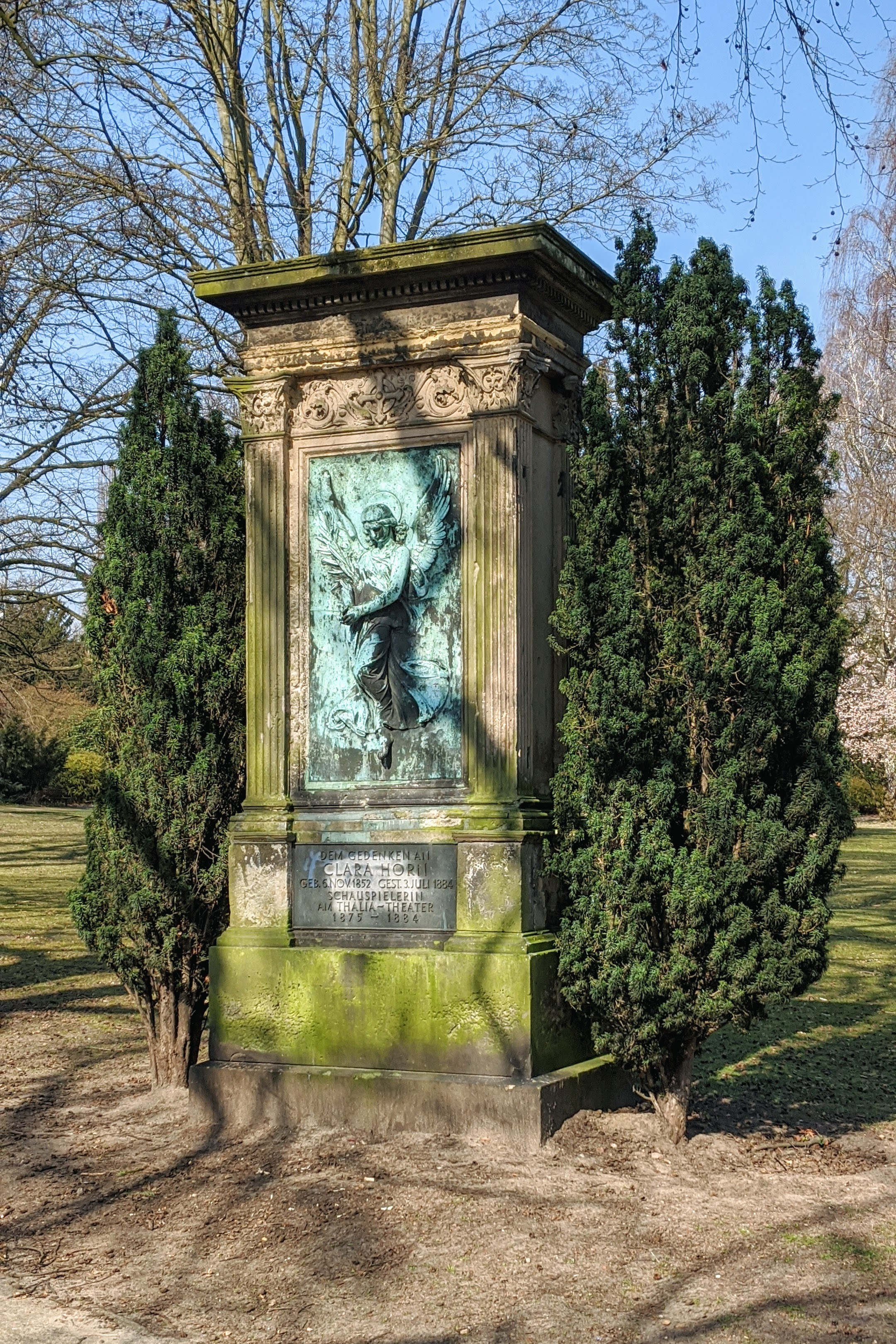
Clara Horn (1852–1884), Schauspielerin am Thalia Theater
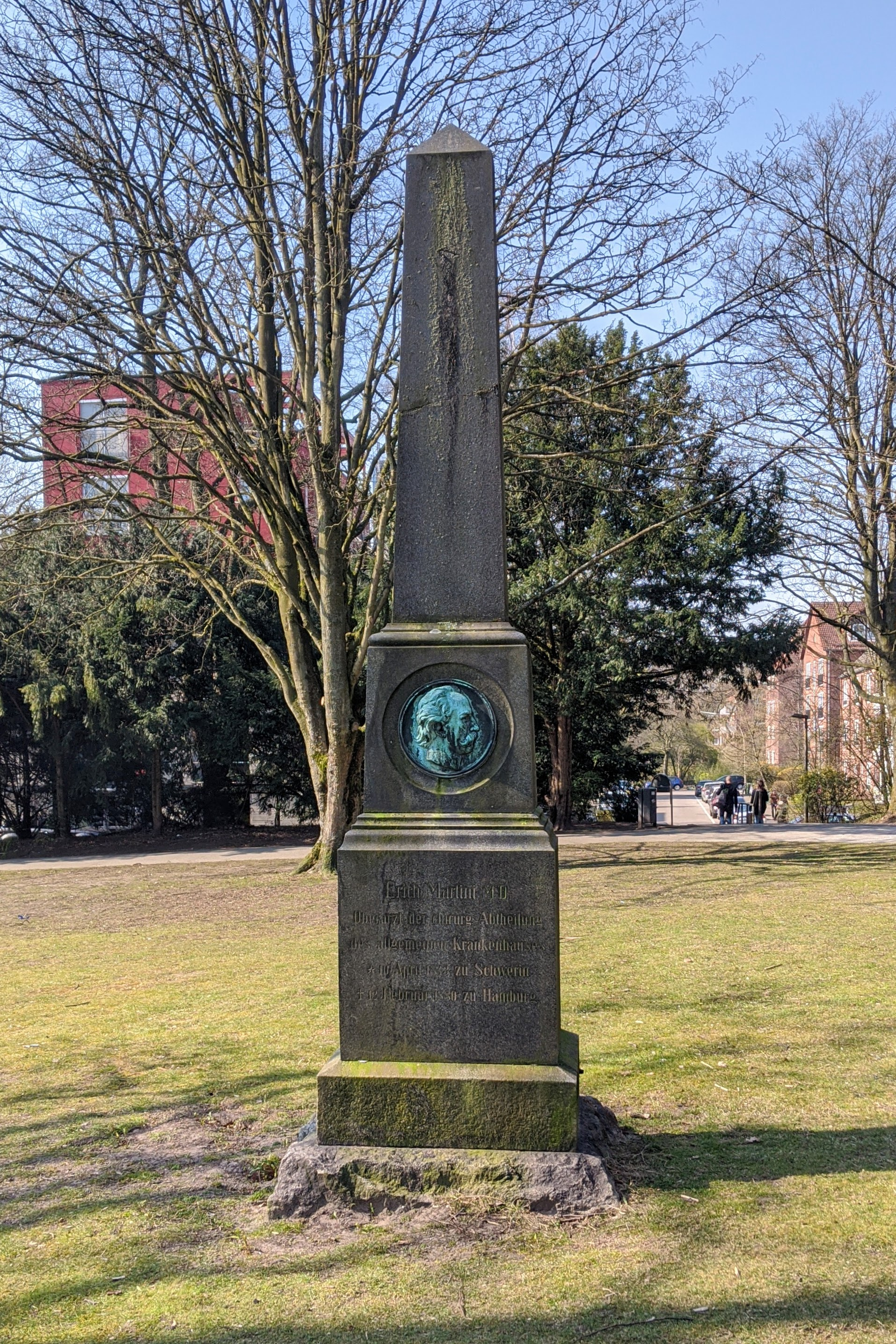
Erich Martini (1843–1880), Oberarzt der Chirurgie am AK St. Georg
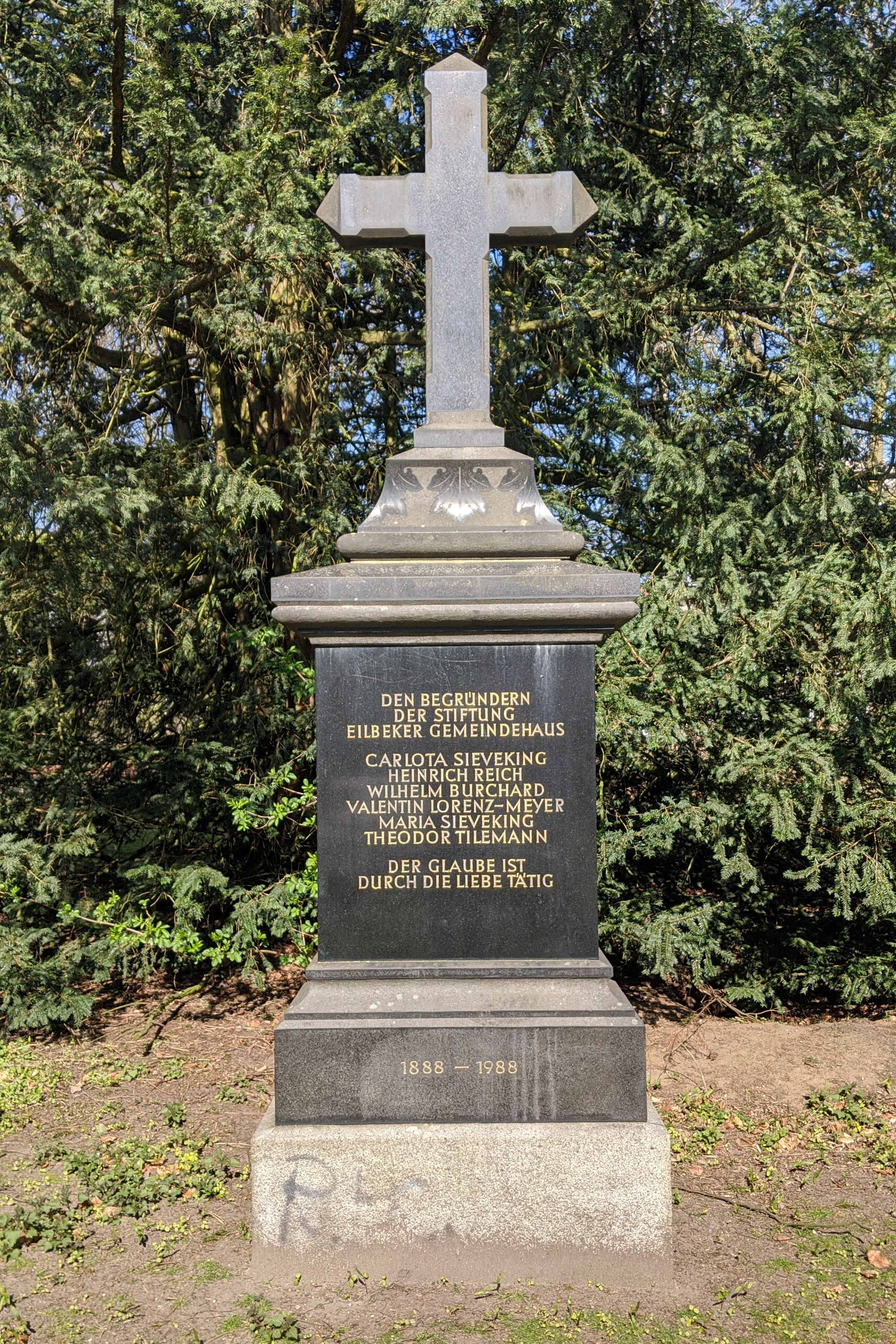
Gedenkstein für die Stifter des Eilbeker Gemeindehauses
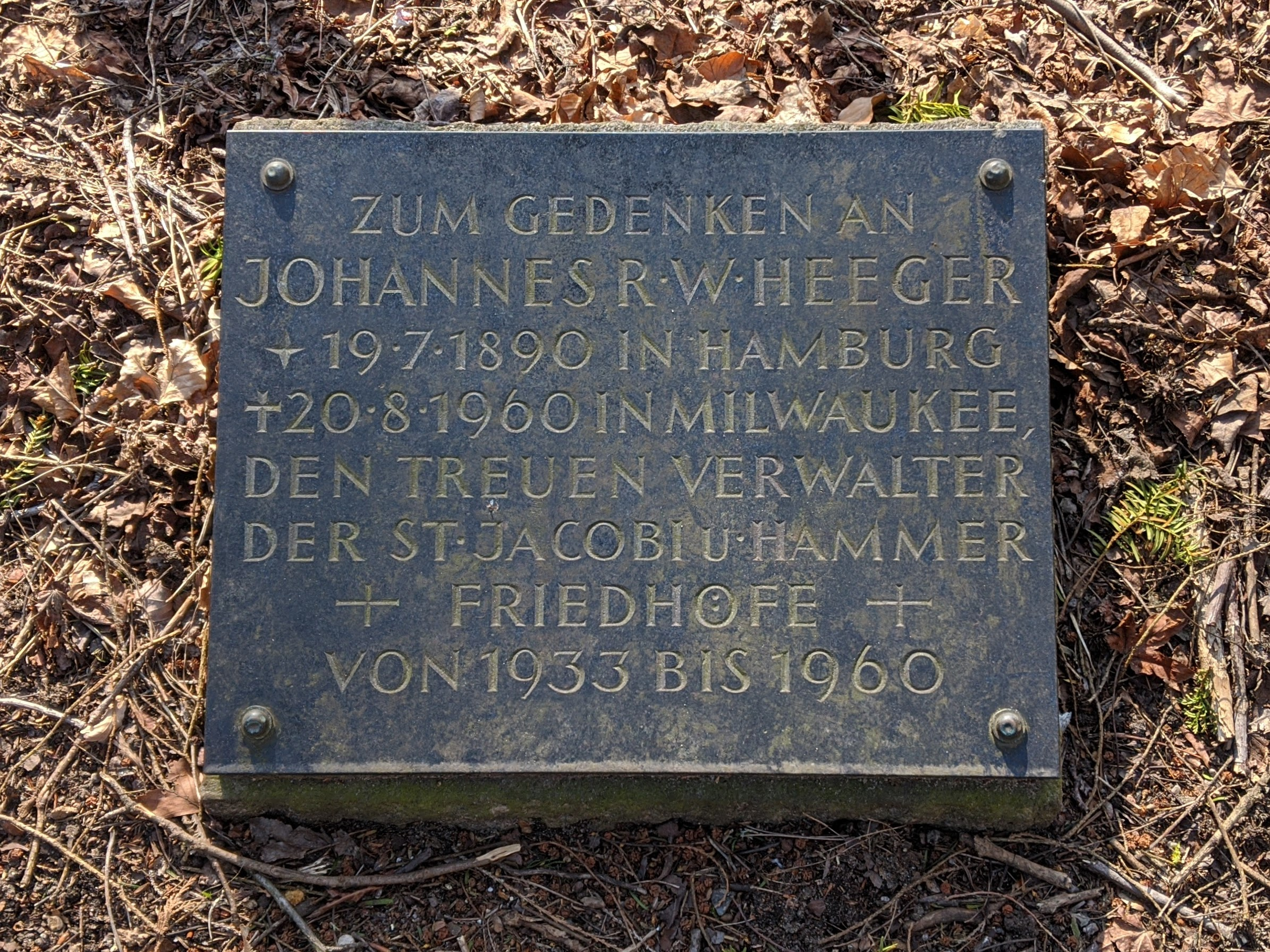
Gedenkstein für den früheren Friedhofsverwalter Johannes Heeger